# Maury (Carolina del Norte)
Maury es un lugar designado por el censo ubicado en el condado de Greene en el estado estadounidense de Carolina del Norte. La localidad en el año 2010, tenía una población de 1.685 habitantes.

## Geografía
Maury se encuentra ubicado en las coordenadas 35°28′54.6″N 77°35′6.08″O / 35.481833, -77.5850222.